# Bengt Danneborn
Bengt Olov Danneborn, född 16 juni 1948 i Degerfors i Värmland, död 18 juni 2024, var en svensk filmregissör, filmfotograf och manusförfattare. Han är bror till Hans Danneborn.
Danneborn debuterade som regissör, fotograf och manusförfattare med dokumentärfilmen Mariedamm – en dag, ett år, ett liv. Han belönades med en Guldbagge för "Bästa manus" för Det är långt till New York (1988).

## Filmografi
Regi
- 1977 – Mariedamm – en dag, ett år, ett liv
- 1978 – Lek på allvar
- 1979 – Vart tar alla blommor vägen?
- 1980 – Kvällen före dagen efter
- 1982 – Tårar av guld
- 1982 – Gotlandshuset
- 1983 – Festen är över
- 1983 – Kärleken och vinden
- 1986 – Det stora ögonblicket
- 1988 – Ett hav av läster
- 1988 – Det är långt till New York
- 1989 – När var tar sin
- 1991 – En randig mamma med svans
- 1992 – Av egen kraft
- 1992 – Naturlig födelse
- 1994 – Flickan och hästen
- 1995 – Hoppet är en vakande dröm
- 1996 – Elvira och Turildo
- 1998 – Månskenspromenaden
- 2004 – Flêckera i Sulvik
- 2014 – Och Piccadilly Circus ligger inte i Kumla

Manus
- 1977 – Mariedamm – en dag, ett år, ett liv
- 1982 – Gotlandshuset
- 1983 – Festen är över
- 1983 – Kärleken och vinden
- 1986 – Det stora ögonblicket
- 1988 – Ett hav av läster
- 1988 – Det är långt till New York
- 1989 – När var tar sin
- 1991 – En randig mamma med svans
- 2004 – Flêckera i Sulvik
- 2014 – Och Piccadilly Circus ligger inte i Kumla

Foto
- 1977 – Mariedamm – en dag, ett år, ett liv
- 1978 – Lek på allvar
- 1979 – Blockmakarens hus
- 1979 – Vart tar alla blommor vägen?
- 1982 – Gotlandshuset
- 1982 – Stoppa pjäsen
- 1983 – Festen är över
- 1983 – Kärleken och vinden
- 1984 – Äntligen!
- 1986 – Det stora ögonblicket
- 1988 – Ett hav av läster
- 1988 – Det är långt till New York
- 1989 – När var tar sin
- 1990 – Jag skall bli Sveriges Rembrandt eller dö!
- 1990 – Sjung i bedrövelsens mörker
- 1991 – En randig mamma med svans
- 1992 – Av egen kraft
- 1992 – Kyrkstadsliv
- 1992 – Naturlig födelse
- 1993 – En nypa mull - vad är vi mer?
- 1993 – Stadens själ
- 1994 – Flickan och hästen
- 1995 – Hoppet är en vakande dröm
- 1995 – Poeten som slutade dikta
- 1996 – Kroumata
- 1996 – Målaren från Bishop Hill
- 1996 – Slowfox - Pajala t.o.r.
- 1996 – Vredens barn
- 1996 – Elvira och Turildo
- 1998 – En kluven stad
- 1998 – Månskenspromenaden
- 1999 – Strålande framtid
- 2000 – Vällingby framtidsstaden
- 2001 – Besvärliga människor
- 2004 – Flêckera i Sulvik
- 2005 – Fredens pris
- 2006 – Wellkåmm to Verona
- 2007 – Ekelöfs blick - En nordisk diktarresa